# Just Push Play
Just Push Play es el decimotercer álbum de estudio de Aerosmith, lanzado el 6 de marzo de 2001 por el sello Columbia Records. Hasta el momento es el único disco de la banda influenciado por el pop rock de la época.
El arte de portada es un trabajo de Hajime Sorayama que ya había sido utilizado para la tapa del compilado de éxitos de artistas varios Video Sound editado en 1985, y que no contenía ninguna canción de Aerosmith.
La gira Just Push Play Tour, que inició en junio de 2001 y culminó en enero de 2002 fue ideada como soporte del disco.

## Lista de canciones
| N.º   | Título               | Escritor(es)                               | Duración |  |
| 1.    | «Beyond Beautiful»   | Steven Tyler, Joe Perry, Marti Frederiksen | 4:45     |  |
| 2.    | «Just Push Play»     | Tyler, Mark Hudson, Steve Dudas            | 3:51     |  |
| 3.    | «Jaded»              | Tyler, Frederiksen                         | 3:34     |  |
| 4.    | «Fly Away from Here» | Frederiksen, Todd Chapman                  | 5:01     |  |
| 5.    | «Trip Hoppin'»       | Tyler, Perry, Frederiksen, Hudson          | 4:27     |  |
| 6.    | «Sunshine»           | Tyler, Perry, Frederiksen                  | 3:37     |  |
| 7.    | «Under My Skin»      | Tyler, Perry, Frederiksen, Hudson          | 3:45     |  |
| 8.    | «Luv Lies»           | Tyler, Perry, Frederiksen, Hudson          | 4:26     |  |
| 9.    | «Outta Your Head»    | Tyler, Perry, Frederiksen                  | 3:22     |  |
| 10.   | «Drop Dead Gorgeous» | Tyler, Perry, Hudson                       | 3:42     |  |
| 11.   | «Light Inside»       | Tyler, Perry, Frederiksen                  | 3:34     |  |
| 12.   | «Avant Garden»       | Tyler, Perry, Frederiksen, Hudson          | 4:52     |  |
| 48:59 |                      |                                            |          |  |